# Anae-ui yuhok
Anae-ui yuhok (hangeul: 아내의 유혹, lett. La tentazione della moglie; titolo internazionale Temptation of Wife, conosciuto anche come Lure of Wife) è un serial televisivo sudcoreano trasmesso su SBS dal 3 novembre 2008 al 1 maggio 2009.
Il serial fa parte della "trilogia delle mogli" insieme a Du anae e Anaega dor-a-watda, andati in onda subito dopo. Ha avuto due remake in Cina e Filippine, e una versione sudcoreana al maschile nel 2009, Cheonsa-ui yuhok.

## Trama
Goo Eun-jae si è laureata in moda da una prestigiosa università e sta iniziando a prepararsi per il corso post laurea in Francia quando viene messa incinta da Jung Gyo-bin, un uomo che si approfitta di lei, e lo sposa, rinunciando ai suoi sogni di fare carriera. I suoceri sono dei nuovi ricchi senza alcuna classe, ma Eun-jae cerca di andare d'accordo con loro, anche dopo aver perso il bambino. Alcuni anni dopo, la donna rimane incinta di nuovo; contemporaneamente, la sua migliore amica Ae-ri torna in Corea dopo aver concluso i propri studi in Francia, finanziati da "uno sponsor", che si rivela essere Gyo-bin. Alla scoperta che il marito ha una storia con Ae-ri, Eun-jae si sente tradita non solo perché sperava che l'amica diventasse sua cognata, ma anche perché ha avuto un figlio di ormai cinque anni da Gyo-bin. Quando il fratello di Eun-jae, Kang-jae, scopre il passato del cognato, lo aggredisce e l'incidente spinge Gyo-bin e sua madre a far firmare a Eun-jae le carte del divorzio, e la donna si rifugia poi su un'isola per guarire il proprio cuore spezzato. Ae-ri, tuttavia, le chiede di abortire e trasferirsi in un altro paese, e lo stesso Gyo-bin le getta la fede nuziale in mare. Eun-jae si tuffa per recuperare l'anello che per lei ha un grande valore, ma, non sapendo nuotare, viene dichiarata dispersa in mare: Gyo-bin ed Ae-ri nascondono il loro coinvolgimento nell'accaduto e raccontano che la donna si è suicidata. Eun-jae viene però soccorsa dalla signora Min, una donna che ha costruito una fortuna nel campo del commercio al dettaglio e delle società di credito, e dal figlio adottivo di lei, Gun-woo, che stanno cercando la figlia scomparsa della donna, So-hee. Dopo aver abortito di nuovo, Eun-jae decide di assumere l'identità di So-hee e torna, con una personalità completamente diversa, a cercare vendetta contro l'ex marito ed Ae-ri.

## Personaggi
- Goo Eun-jae, interpretata da Jang Seo-hee
- Jung Gyo-bin, interpretato da Byun Woo-min
- Shin Ae-ri, interpretata da Kim Seo-hyung
- Min Gun-woo, interpretato da Lee Jae-hwang
- Goo Young-soo, interpretato da Kim Yong-gun
- Yoon Mi-ja, interpretata da Yoon Mi-ra
- Goo Kang-jae, interpretato da Choi Jun-yong
- Jung Ha-jo, interpretato da Kim Dong-hyun
- Baek Mi-in, interpretata da Geum Bo-ra
- Jung Ha-neul, interpretata da Oh Young-sil
- Jung Soo-bin, interpretata da Song Hee-ah.
- Min Yeo-sa, interpretata da Jung Ae-ri
- Min So-hee, interpretata da Chae Young-in
- Jung Ni-no, interpretato da Jung Yun-seok

## Ascolti
| Episodio | Data di trasmissione | Dati TNMS           | Dati TNMS                  |
| Episodio | Data di trasmissione | A livello nazionale | Area metropolitana di Seul |
| -------- | -------------------- | ------------------- | -------------------------- |
| 1        | 3 novembre 2008      | 11,9%               | 12,2%                      |
| 2        | 4 novembre 2008      | 12,0%               | 12,4%                      |
| 3        | 5 novembre 2008      | 11,7%               | 11,4%                      |
| 4        | 6 novembre 2008      | 12,9%               | 12,6%                      |
| 5        | 7 novembre 2008      | 12,6%               | 12,3%                      |
| 6        | 10 novembre 2008     | 11,1%               | 10,9%                      |
| 7        | 11 novembre 2008     | 12,8%               | 13,1%                      |
| 8        | 12 novembre 2008     | 12,2%               | 12,4%                      |
| 9        | 13 novembre 2008     | 12,7%               | 12,5%                      |
| 10       | 14 novembre 2008     | 12,9%               | 12,2%                      |
| 11       | 17 novembre 2008     | 13,0%               | 12,4%                      |
| 12       | 18 novembre 2008     | 12,0%               | 12,1%                      |
| 13       | 19 novembre 2008     | 13,4%               | 13,8%                      |
| 14       | 20 novembre 2008     | 13,9%               | 14,3%                      |
| 15       | 21 novembre 2008     | 14,0%               | 14,1%                      |
| 16       | 24 novembre 2008     | 13,6%               | 14,0%                      |
| 17       | 25 novembre 2008     | 14,5%               | 14,8%                      |
| 18       | 26 novembre 2008     | 14,7%               | 15,3%                      |
| 19       | 27 novembre 2008     | 15,2%               | 15,6%                      |
| 20       | 28 novembre 2008     | 14,9%               | 15,7%                      |
| 21       | 1 dicembre 2008      | 14,0%               | 14,0%                      |
| 22       | 2 dicembre 2008      | 15,9%               | 16,4%                      |
| 23       | 3 dicembre 2008      | 15,4%               | 15,6%                      |
| 24       | 4 dicembre 2008      | 15,7%               | 16,3%                      |
| 25       | 5 dicembre 2008      | 16,2%               | 16,8%                      |
| 26       | 8 dicembre 2008      | 15,6%               | 16,4%                      |
| 27       | 9 dicembre 2008      | 17,3%               | 18,1%                      |
| 28       | 10 dicembre 2008     | 17,3%               | 18,1%                      |
| 29       | 11 dicembre 2008     | 17,7%               | 17,8%                      |
| 30       | 12 dicembre 2008     | 17,6%               | 18,4%                      |
| 31       | 15 dicembre 2008     | 19,6%               | 20,5%                      |
| 32       | 16 dicembre 2008     | 21,2%               | 21,9%                      |
| 33       | 17 dicembre 2008     | 20,5%               | 21,0%                      |
| 34       | 18 dicembre 2008     | 21,9%               | 22,2%                      |
| 35       | 19 dicembre 2008     | 22,0%               | 22,1%                      |
| 36       | 22 dicembre 2008     | 21,6%               | 20,9%                      |
| 37       | 23 dicembre 2008     | 22,8%               | 23,2%                      |
| 38       | 24 dicembre 2008     | 19,9%               | 20,2%                      |
| 39       | 25 dicembre 2008     | 25,9%               | 25,6%                      |
| 40       | 26 dicembre 2008     | 23,9%               | 24,3%                      |
| 41       | 29 dicembre 2008     | 24,9%               | 25,1%                      |
| 42       | 30 dicembre 2008     | 25,9%               | 26,9%                      |
| 43       | 31 dicembre 2008     | 23,3%               | 23,5%                      |
| 44       | 1 gennaio 2009       | 29,6%               | 29,7%                      |
| 45       | 2 gennaio 2009       | 31,2%               | 31,3%                      |
| 46       | 5 gennaio 2009       | 30,7%               | 32,0%                      |
| 47       | 6 gennaio 2009       | 31,2%               | 31,9%                      |
| 48       | 7 gennaio 2009       | 33,3%               | 33,9%                      |
| 49       | 8 gennaio 2009       | 34,3%               | 34,2%                      |
| 50       | 9 gennaio 2009       | 33,3%               | 33,3%                      |
| 51       | 12 gennaio 2009      | 33,9%               | 33,8%                      |
| 52       | 13 gennaio 2009      | 34,1%               | 33,4%                      |
| 53       | 14 gennaio 2009      | 34,7%               | 35,4%                      |
| 54       | 15 gennaio 2009      | 35,2%               | 35,4%                      |
| 55       | 16 gennaio 2009      | 33,5%               | 34,2%                      |
| 56       | 19 gennaio 2009      | 34,5%               | 35,6%                      |
| 57       | 20 gennaio 2009      | 34,1%               | 35,1%                      |
| 58       | 21 gennaio 2009      | 36,0%               | 36,9%                      |
| 59       | 22 gennaio 2009      | 36,2%               | 37,8%                      |
| 60       | 23 gennaio 2009      | 36,0%               | 36,7%                      |
| 61       | 27 gennaio 2009      | 27,0%               | 26,4%                      |
| 62       | 28 gennaio 2009      | 37,7%               | 39,0%                      |
| 63       | 29 gennaio 2009      | 40,4%               | 41,4%                      |
| 64       | 30 gennaio 2009      | 37,0%               | 37,9%                      |
| 65       | 2 febbraio 2009      | 39,4%               | 41,4%                      |
| 66       | 3 febbraio 2009      | 38,7%               | 40,4%                      |
| 67       | 4 febbraio 2009      | 39,0%               | 40,4%                      |
| 68       | 5 febbraio 2009      | 39,2%               | 40,5%                      |
| 69       | 6 febbraio 2009      | 38,4%               | 39,0%                      |
| 70       | 9 febbraio 2009      | 39,2%               | 40,3%                      |
| 71       | 10 febbraio 2009     | 39,6%               | 40,8%                      |
| 72       | 11 febbraio 2009     | 38,2%               | 40,2%                      |
| 73       | 12 febbraio 2009     | 40,6%               | 42,3%                      |
| 74       | 13 febbraio 2009     | 37,4%               | 37,9%                      |
| 75       | 16 febbraio 2009     | 35,4%               | 35,8%                      |
| 76       | 17 febbraio 2009     | 36,4%               | 36,9%                      |
| 77       | 18 febbraio 2009     | 38,2%               | 38,8%                      |
| 78       | 19 febbraio 2009     | 37,0%               | 36,8%                      |
| 79       | 20 febbraio 2009     | 36,1%               | 36,5%                      |
| 80       | 23 febbraio 2009     | 35,7%               | 36,2%                      |
| 81       | 24 febbraio 2009     | 37,2%               | 37,4%                      |
| 82       | 25 febbraio 2009     | 38,4%               | 39,8%                      |
| 83       | 26 febbraio 2009     | 38,6%               | 39,3%                      |
| 84       | 27 febbraio 2009     | 36,3%               | 36,7%                      |
| 85       | 2 marzo 2009         | 37,5%               | 37,5%                      |
| 86       | 3 marzo 2009         | 37,8%               | 39,0%                      |
| 87       | 4 marzo 2009         | 35,7%               | 36,3%                      |
| 88       | 5 marzo 2009         | 37,6%               | 38,7%                      |
| 89       | 6 marzo 2009         | 34,3%               | 35,2%                      |
| 90       | 9 marzo 2009         | 35,2%               | 36,9%                      |
| 91       | 10 marzo 2009        | 36,5%               | 36,2%                      |
| 92       | 11 marzo 2009        | 34,8%               | 35,4%                      |
| 93       | 12 marzo 2009        | 37,8%               | 39,0%                      |
| 94       | 13 marzo 2009        | 35,9%               | 35,1%                      |
| 95       | 16 marzo 2009        | 37,5%               | 38,3%                      |
| 96       | 17 marzo 2009        | 34,5%               | 34,7%                      |
| 97       | 18 marzo 2009        | 32,4%               | 32,5%                      |
| 98       | 19 marzo 2009        | 36,6%               | 36,8%                      |
| 99       | 20 marzo 2009        | 32,0%               | 31,7%                      |
| 100      | 23 marzo 2009        | 32,9%               | 33,1%                      |
| 101      | 24 marzo 2009        | 32,3%               | 32,4%                      |
| 102      | 25 marzo 2009        | 30,0%               | 29,7%                      |
| 103      | 26 marzo 2009        | 32,3%               | 32,3%                      |
| 104      | 27 marzo 2009        | 30,2%               | 30,0%                      |
| 105      | 30 marzo 2009        | 32,9%               | 33,4%                      |
| 106      | 31 marzo 2009        | 34,2%               | 34,0%                      |
| 107      | 1 aprile 2009        | 30,9%               | 31,3%                      |
| 108      | 2 aprile 2009        | 33,4%               | 33,3%                      |
| 109      | 3 aprile 2009        | 30,5%               | 30,8%                      |
| 110      | 6 aprile 2009        | 30,8%               | 30,2%                      |
| 111      | 7 aprile 2009        | 33,9%               | 34,3%                      |
| 112      | 8 aprile 2009        | 30,6%               | 31,1%                      |
| 113      | 9 aprile 2009        | 31,4%               | 32,2%                      |
| 114      | 10 aprile 2009       | 31,2%               | 30,9%                      |
| 115      | 13 aprile 2009       | 33,5%               | 33,2%                      |
| 116      | 14 aprile 2009       | 33,8%               | 33,9%                      |
| 117      | 15 aprile 2009       | 33,3%               | 34,0%                      |
| 118      | 16 aprile 2009       | 33,2%               | 32,4%                      |
| 119      | 17 aprile 2009       | 30,4%               | 31,2%                      |
| 120      | 20 aprile 2009       | 36,7%               | 37,3%                      |
| 121      | 21 aprile 2009       | 35,7%               | 36,2%                      |
| 122      | 22 aprile 2009       | 31,2%               | 30,8%                      |
| 123      | 23 aprile 2009       | 34,3%               | 34,2%                      |
| 124      | 24 aprile 2009       | 33,7%               | 34,0%                      |
| 125      | 27 aprile 2009       | 32,7%               | 32,9%                      |
| 126      | 28 aprile 2009       | 32,9%               | 32,3%                      |
| 127      | 29 aprile 2009       | 29,8%               | 30,0%                      |
| 128      | 30 aprile 2009       | 30,4%               | 30,8%                      |
| 129      | 1 maggio 2009        | 29,5%               | 29,1%                      |

## Colonna sonora
1. Temptation (Inst.)
2. I Can't Forgive (Theme Song) (용서 못해 (Theme Song)) – Cha Soo-kyung
3. Evil Desires (Love Theme) (못된 바램 (Love Theme)) – Cha Soo-kyung
4. Only Look at You (그대만 보여요) – Cha Soo-kyung
5. I Can't Forgive (Ballad) (용서 못해 (Ballad)) – Cha Soo-kyung
6. Let It Be – Cha Soo-kyung
7. To the End (끝까지) – Kang Woo-jin
8. I Can't Forgive (Tango) (용서 못해 (Tango)) – Kim Hye-jung
9. 가잖아 – Jin Mi-ryung
10. Autumn Song (Inst.)
11. I Can't Forgive (Main Theme) (Inst.) (용서 못해 (Main Theme) (Inst.))
12. Evil Desires (Inst.) (못된 바램 (Inst.))
13. I Can't Forgive (Ballad) (Inst.) (용서 못해 (Ballad) (Inst.))
14. I Can't Forgive (Tango) (Inst.) (용서 못해 (Tango) (Inst.))

## Riconoscimenti
| Anno | Premio           | Categoria                                          | Ricevente     | Risultato       |
| ---- | ---------------- | -------------------------------------------------- | ------------- | --------------- |
| 2008 | SBS Drama Awards | Premio nuova stella                                | Chae Young-in | Vincitore/trice |
| 2009 | SBS Drama Awards | Gran premio (Daesang)                              | Jang Seo-hee  | Vincitore/trice |
| 2009 | SBS Drama Awards | Premio alla massima eccellenza, attrice            | Jang Seo-hee  | Candidato/a     |
| 2009 | SBS Drama Awards | Premio all'eccellenza, attore in un drama seriale  | Byun Woo-min  | Vincitore/trice |
| 2009 | SBS Drama Awards | Premio all'eccellenza, attrice in un drama seriale | Kim Seo-hyung | Vincitore/trice |
| 2009 | SBS Drama Awards | Miglior attore di supporto in un drama seriale     | Choi Jun-yong | Vincitore/trice |
| 2009 | SBS Drama Awards | Miglior attrice di supporto in un drama seriale    | Geum Bo-ra    | Candidato/a     |
| 2009 | SBS Drama Awards | Miglior giovane attore/attrice                     | Jung Yun-seok | Vincitore/trice |
| 2009 | SBS Drama Awards | Migliori dieci stelle                              | Jang Seo-hee  | Vincitore/trice |
| 2009 | SBS Drama Awards | Premio nuova stella                                | Oh Young-shil | Vincitore/trice |

## Distribuzioni internazionali
| Paese     | Canale/i            | Prima TV                       | Titolo adottato                                 |
| --------- | ------------------- | ------------------------------ | ----------------------------------------------- |
| Taiwan    | GTV                 | 24 giugno-2 ottobre 2010       | 妻子的誘惑 (La tentazione della moglie)         |
| Singapore | MediaCorp Channel U | 19 novembre 2009-30 marzo 2010 | 妻子的誘惑 (La tentazione della moglie)         |
| Hong Kong | Korean Drama        | 30 novembre 2009-18 marzo 2010 | 妻子的誘惑 (La tentazione della moglie)         |
| Giappone  | KNTV                | 8 marzo 2010-conclusa          | 妻の誘惑 (La tentazione della moglie)           |
| Filippine | GMA Network         | 4 ottobre 2010-27 maggio 2011  | Temptation of Wife (La tentazione della moglie) |